# Porphyrwerk Detzeln
.

Logo

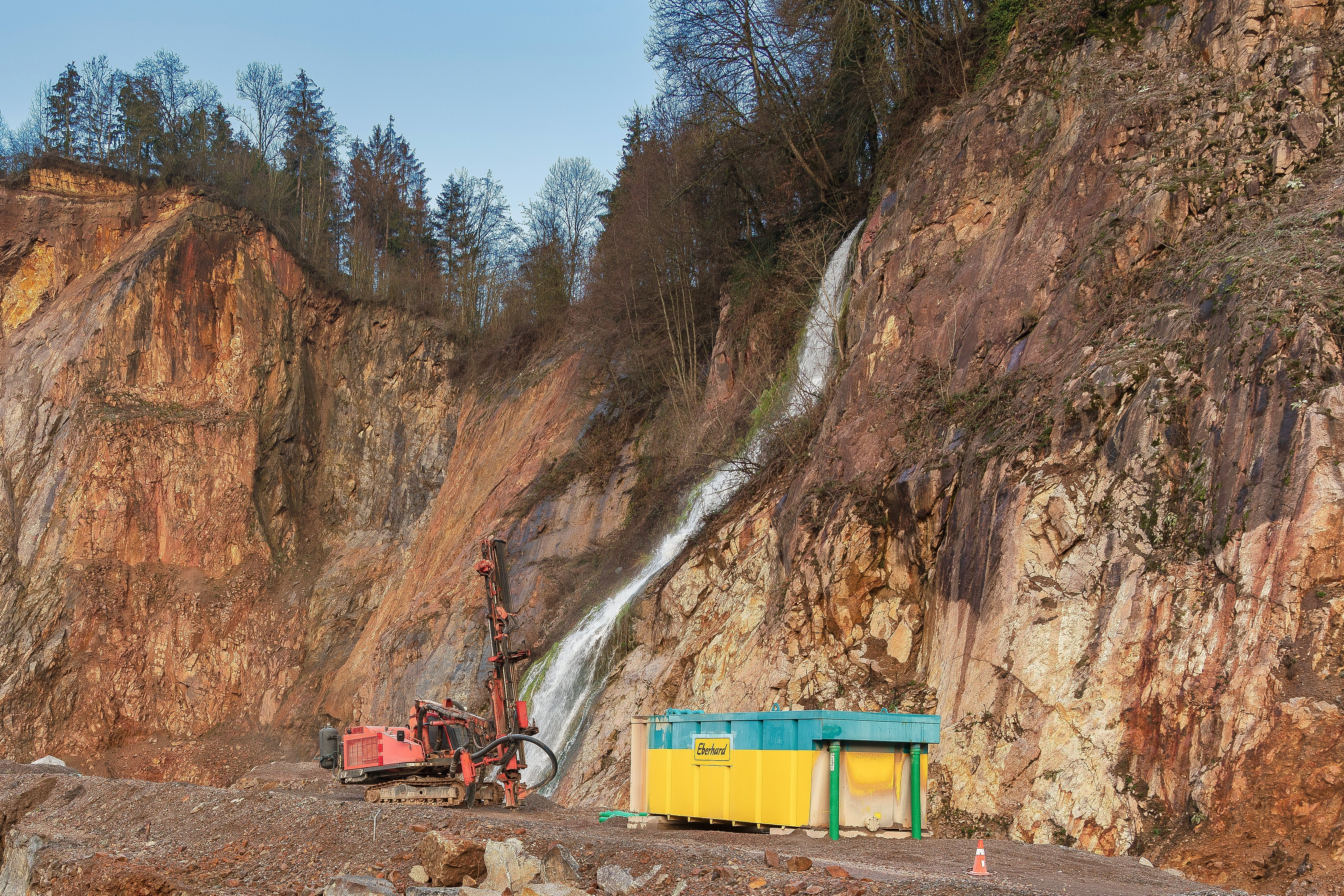
Krebsbach-Wasserfall im Porphyrwerk Detzeln in Ühlingen-Birkendorf

Der Steinbruch Detzeln, oben die Schichten des unteren Keupers im oberen Buntsandstein: der Röt-Formation

Das Porphyrwerk Detzeln, auch Steinbruch Detzeln, ist ein in Betrieb befindlicher Steinbruch und Schotterwerk im Steinatal unterhalb der Orte Krenkingen und Raßbach im Landkreis Waldshut auf der Gemarkung von Untermettingen, einem Ortsteil der Gemeinde Ühlingen-Birkendorf.

## Geschichte
An der Burghalde wurde 1923 in einem rötlichen Granitporphyr der in Gneisanatexiten aufsitzt, durch die Straßenbauverwaltung ein Schotterbruch angelegt, den ein Jahrzehnt später die Firma Naegele & Bader erwarb. 1938 ging das Porphyrwerk Detzeln in den Besitz des Konrad Naegele in Detzeln über. Später kam das Werk an das Bauunternehmen Karl Ernesti, heute ist ein Schweizer Unternehmen Inhaber des Steinbruchs.

## Gewinnung
Zu Beginn wurden neben Schotter auch Bruch- und Pflastersteine gewonnen, dann hauptsächlich Schotter und Splitt für den Gleisbau und Straßenbau. Nach 1949 wurde mit dem Neubau einer Brecheranlage der Abbau auf beide Talseiten ausgeweitet.
Die Steina sowie die Steinatalstraße durchqueren den Steinbruch. Unterhalb der ehemaligen Burg Krenkingen mündete der Krebsbach in einem Wasserfall in die Steina, heute fällt er über die Abbruchwand.

## Geologie
Der Geologe Rudolf Metz schreibt 1980 in seiner geologischen Landeskunde: Es sind rötlicher und grauer Granitporphyr erschlossen. Das Nebengestein des stockförmigen Granitporphyrs, der randlich einsprenglingsarm ausgebildet ist, besteht aus grünlichgrauem cordieritreichen Para-Biotit-Plagioklasgneis-Metatexit. Eingelagert sind Quarzknauer und stellenweise lagige Anreicherungen von Sillimanit. Einzelne pegmatitische Nester enthalten Kalifeldspat, Quarz und schwarzen Turmalin (Schörl).
Seither wurde der Steinbruch vergrößert und erbrachte neue Mineralienfunde wie Bertrandit und Cordierit. Auch die Abbruchkante wurde zwangsläufig erweitert und brachte Fossilfunde im Keupergestein zutage, welches sich hier unter den Schichten des Muschelkalks erschließt.
Talabwärts unterhalb von Löhningen am Riedwiesengraben befindet sich ein weiterer ehemaliger Porphyrsteinbruch, der heute als Lagerplatz dient. Er wurde 1902 durch Nikolaus Miener von Schaffhausen zur Herstellung von Pflastersteinen eröffnet und wurde dann als Schotterwerk durch die Schweizer Firma Malleau weitergeführt.